# Црква Светог архангела Михаила у Богујевцу
Црква Светог архангела Михаила у Богујевцу, насељеном месту на територији општине Куршумлија, припада Епархији нишкој Српске православне цркве. Црква је подигнута 1954. године на темељима старије храма и посвећена је Светом архангелу Михаилу.
Црква је подигнута на самом крају села Богујевац, док су мештани овог села 1964. године поставили ново звоно, тешко 60 килограма. Препокривена је лимом 1977. године. Црква је једнобродна грађевина са кровом на две воде који се спајају у један слив на олтарском делу. Грађевина је без кубета и без певница. Звонара је накнадно дозидана уз северни зид цркве. Није фрескописана. Осим дрвеног иконостаса, црква нема неку већу уметничку и монументалну вредност. Темељ јој је сазидан од тесаног камена у нивоу земљишта. Под цркве је бетониран. Спада у групу цркава који припада типу кованица.